# Rockstar Vienna
Rockstar Vienna (раніше — neo Software Produktions GmbH) — колишня компанія та дочірня студія Rockstar Games, що займалася розробленням відеоігор та розташовувалася у Відні, Австрія. Rockstar Vienna була заснована 4 січня 1993 року, приєдналася до Take-Two Interactive у лютому 2001 року. У 2003 році було оголошено про приєднання до Rockstar Games. Станом на 2005 рік, у студії працювало 100 чоловік. Ця студія була закрита в 2006 році.

## Історія
До придбання в 2001 році, Rockstar Vienna розробила декілька ігор для персональних комп'ютерів: Whale's Voyage (1993), Der Clou! (1994), Rent-a-Hero (1999), Alien Nations (2000) і The Sting! (2001). Останні релізи включають консольні порти, розроблених іншими філіями Rockstar Games, включаючи Max Payne для Xbox (2001), Max Payne 2 для PlayStation 2 і Xbox (2003) і Grand Theft Auto: Double Pack (що містить Grand Theft Auto III і Grand Theft Auto: Vice City) для Xbox (2003). 11 травня 2006 року Take-Two Interactive без пояснень закрила офіс Rockstar Vienna, розпустивши всіх її співробітників.
17 січня 2007 року засновники Rockstar Vienna офіційно оголосили про формування їхньої нової компанії «Games That Matter Productions GmbH». Нова компанія була придбана 22 серпня 2007 року компанією Deep Silver.
Згодом Зайферт очолював студію IO Interactive з 2010 до лютого 2017 року, а Лабер приєднався до віденської компанії Socialspiel, яка раніше була заснована колишніми співробітниками Rockstar Vienna та Deep Silver Vienna, у серпні 2012 року.

## Розроблені відеоігри
як neo Software Produktions GmbH
- Whale's Voyage (1993) (PC)
- Der Clou! (1994) (PC)
- Rent-a-Hero (1999) (PC)
- Alien Nations (2000) (PC)
- The Sting! (2001) (PC)

як Rockstar Vienna
- Max Payne (2001) (Xbox) (сумісно з Remedy Entertainment, Rockstar Toronto, і Rockstar Leeds)
- Max Payne 2: The Fall of Max Payne (2003) (Xbox, PS2) (сумісно з Remedy Entertainment)
- Grand Theft Auto III (2003) (Xbox) (сумісно з Rockstar North)
- Grand Theft Auto: Vice City (2003) (Xbox) (сумісно з Rockstar North)
- Manhunt 2 (2007) (PS2, PSP, Wii) (сумісно з Rockstar North, Rockstar London, Rockstar Leeds, і Rockstar Toronto) Після закриття студії гра перейшла до Rockstar London.